# Voor het blok
Voor het blok is een Nederlands kindertelevisieprogramma van productiebedrijf Tin Can. Het wordt sinds 2020 jaarlijks in het voorjaar uitgezonden door AVROTROS tijdens het NPO Zappblok op NPO 3. De presentatie van het programma is in handen van Britt Dekker. De voice-over wordt verzorgd door Ron Boszhard. 

## Format
In het programma gaan twee teams die elk bestaan uit twee volwassenen en twee kinderen, onder leiding van presentatrice Britt Dekker, de strijd met elkaar aan tijdens verschillende spelrondes. De rondes die langskomen verschillen per seizoen maar ook per aflevering. Verschillende rondes die voorbij kunnen komen worden hieronder benoemd.

### Spelrondes
- Pop out!: hierbij staan de teams voor de blokkenmuur waarbij op verschillende plekken enkele blokken naar voren komen om proberen de kandidaten in een schuimblokkenbak te duwen. De kandidaten moeten in de tussentijd vragen beantwoorden. Als een team een vraag goed beantwoord heeft, gaat de blokkenmuur op pauze en komen de blokken langzaam uit de muur van de concurrent totdat zij ook weer een vraag goed beantwoord hebben. In het derde seizoen spelen de kandidaten deze ronde na elkaar en moeten ze proberen tien vragen correct te beantwoorden. Ook in het vierde seizoen spelen de teams deze ronde na elkaar, maar moeten vragen beantwoorden totdat het hele team in de schuimblokkenbak is gevallen.
- Risky rebus: hierbij staan de teams voor de blokkenmuur waarbij hele rijen blokken tegelijk naar voren komen terwijl de teams rebussen proberen op te lossen. De rijen hebben nummers die de kandidaten niet kunnen zien, als ze een rebus goed hebben mogen ze een nummer noemen en die rij gaat bij de tegenpartij naar voren. Bij een fout antwoord gebeurt dit bij hun eigen muur. Vanaf het derde seizoen dragen de kandidaten handschoenen in blokvorm om het moeilijker te maken.
- Britts Blokkendoos: hierbij moeten de de teams, terwijl ze handschoenen in blokvorm aan hebben, blokken aan elkaar doorgeven om een zo hoog mogelijke toren te bouwen. De speeltijd loopt hier net zolang door tot alle teamleden van beide teams in de schuimblokkenbak zijn gevallen.
- Woordzoeker: hierbij staan twee leden van het team aan de zijkant en de andere twee voor de blokkenmuur terwijl de blokken één voor één op willekeurige plekken naar voren komen. De twee die aan de zijkant staan proberen een woord te omschrijven dat de andere twee voor de muur moeten proberen te raden. In de eerste drie seizoenen moest dit binnen 90 seconden, vanaf seizoen vier gaan ze door tot ze in de schuimblokkenbak zijn gevallen.
- Klaar over: hierbij staan de kinderen van elk team in een holte in de blokkenmuur. Er worden telkens drie woorden genoemd. Degene aan de zijkant moet raden welk woord er niet tussen hoort. Bij een goed antwoord schuiven de kinderen een plek naar voren. Bij een fout antwoord wordt de opening waarin de kinderen staan smaller. Deze ronde eindigt als de kinderen van een team aan de overkant van de muur zijn gekomen of als beide kinderen in de schuimblokkenbak zijn gevallen. In het vierde seizoen spelen de teams na elkaar, ze spelen door tot de beide teamleden op de muur aan de overkant zijn gekomen of zij allebei in de schuimblokkenbak zijn gevallen.
- Blokletters: hierbij staan de teams voor de blokkenmuur en krijgen ze om beurten een categorie en een letter. De teams moeten binnen de tijd in de gegeven categorie drie antwoorden geven die beginnen met de gegeven letter. Als dit lukt, komt er bij de muur van de tegenpartij een blok van negen blokjes naar buiten. Lukt dit niet, dan gebeurt dit bij hun eigen muur. Beide teams krijgen hierbij steeds dezelfde categorie, maar een andere letter.
- Drie op een rij: hierbij staan de teams voor de blokkenmuur en krijgen ze om beurten een categorie en moeten ze binnen de tijd drie verschillende antwoorden geven. Als dit lukt komt er bij de muur van de tegenpartij een blok van negen blokjes naar buiten. Zo niet, dan gebeurt dit bij hun eigen muur.
- Zingen of springen: hierbij staan de teams voor de blokkenmuur en krijgen ze een geluidsfragment te horen van een bekende hit die ze zodra de muziek stopt af moeten maken door verder te zingen. Hierbij verschijnen ook de titel en de artiest in beeld. Als ze dit correct doen komt er bij de muur van de tegenpartij een blok van negen blokjes naar buiten. Als ze dit niet goed doen, gebeurt dit bij hun eigen muur.
- Linke Soep: hierbij staan de teams voor de blokkenmuur en zien een aantal woorden, ze moeten binnen de tijd ontdekken wat deze woorden met elkaar verbindt. Bij een goed antwoord gaat de muur op pauze en is de tegenpartij aan de beurt. Bij een fout antwoord blijven ze aan de beurt totdat ze een goed antwoord geven. Het team dat van tevoren de meeste punten heeft mag aan het begin van deze ronde een blokkenpatroon kiezen dat bij het andere team aan de start eenmalig naar voren komt. Hebben de teams evenveel punten dan mogen ze beide een patroon voor de ander uitkiezen.

Het team dat het langst op de richel blijft staan wint de aflevering. Zij krijgen een uitje aangeboden dat ze met het hele team mogen doen. Vanaf het derde seizoen krijgt het winnende team een trofee.

## Deelnemers
In iedere aflevering gaan twee teams de strijd met elkaar aan. Deze teams bestaan elk uit twee volwassene en twee kinderen, in de eerste twee seizoenen vormde de teams vaak een gezin. 

### Seizoen 1 en 2 (2020-2021)
De eerste twee seizoenen begonnen met een speciale aflevering waarin de teams eenmalig bestaan uit twee bekende Nederlanders en twee kinderen. Tijdens de eerste aflevering van seizoen één, op 5 september 2020, vormde Hugo Kennis en Loiza Lamers een team en werd het tweede team gevormd door Belle Zimmerman en May Hollerman. Tijdens de eerste aflevering van seizoen twee, op 6 maart 2021, vormde Frank van der Lende en Eva Koreman het ene team en bestond het tweede team uit de drie bekende Nederlanders Rutger Vink, Thomas van Grinsven en Bibi. De overige afleveringen werden de kinderen in de teams vaak bijgestaan door ouders of ooms en/of tantes.

### Seizoen 3 (2022)
Vanaf het derde seizoen bestaan de teams het gehele seizoen door uit twee bekende Nederlanders en twee kinderen. Hieronder een overzicht van de bekende Nederlanders die deelnamen:
| Afl. | Uitzenddatum  | Team Blauw          | Team Blauw            | Team Roze            | Team Roze        |
| ---- | ------------- | ------------------- | --------------------- | -------------------- | ---------------- |
| 1    | 19 maart 2022 | Roy Meyer           | Chatilla van Grinsven | Dylan Haegens        | Teun Peters      |
| 2    | 26 maart 2022 | Ayoub Louirhani     | Sjaak                 | Quinty Misiedjan     | Britt Scholte    |
| 3    | 2 april 2022  | Klaas van Kruistum  | Shelly Sterk          | Kaj van der Voort    | Moïse Trustfull  |
| 4    | 9 april 2022  | Steven Kazàn        | Jamie Kazàn           | Annabella Zandbergen | Evita Mac-nack   |
| 5    | 16 april 2022 | Mattie Valk         | Domien Verschuuren    | Julia van Bergen     | Sem Rozendaal    |
| 6    | 23 april 2022 | Edson da Graça      | Rutger Vink           | Emma Keuven          | Matheu Hinzen    |
| 7    | 30 april 2022 | Thomas Cammaert     | Anne Appelo           | Jurre Geluk          | Emma Wortelboer  |
| 8    | 7 mei 2022    | Stien den Hollander | Bente Fokkens         | Stefania Liberakakis | Niels Schlimback |
| 9    | 14 mei 2022   | Leendert de Ridder  | Sterre Koning         | Hamza Othman         | Sonia Eijken     |
| 10   | 21 mei 2022   | Tim Senders         | Jasper Demollin       | Nienke van Dijk      | Jeangu Macrooy   |

### Seizoen 4 (2023)
| Afl | Uitzenddatum     | Team Blauw       | Team Blauw        | Team Roze        | Team Roze               |
| --- | ---------------- | ---------------- | ----------------- | ---------------- | ----------------------- |
| 1   | 21 januari 2023  | Niek Roozen      | Vincent Visser    | Max Mies         | Gioia Parijs            |
| 2   | 28 januari 2023  | Tim den Besten   | Maurice Lede      | Rik Kleeven      | Jesper Weijs            |
| 3   | 4 februari 2023  | Kika van Es      | Inessa Kaagman    | Kelvin Boerma    | Nina Warink             |
| 4   | 11 februari 2023 | Wendy Ruijfrok   | Eliyha Altena     | Anne-Mar Zwart   | Tim Hogenbosch          |
| 5   | 18 februari 2023 | Ferri Somogyi    | Hassan Slaby      | Sara Dol         | Casper Feddema          |
| 6   | 25 februari 2023 | Nizar El Manouzi | Anne Appelo       | Jill Schirnhofer | Nienke van Dijk         |
| 7   | 4 maart 2023     | Sarita Lorena    | Rani              | Meester Jesper   | Pieter Valley           |
| 8   | 11 maart 2023    | Elisa Beuger     | Ole Kroes         | Ferdi Stofmeel   | Bobbie Mulder           |
| 9   | 18 maart 2023    | Anique Willemsen | Kes van den Broek | Thomas Brok      | Mingus Dagelet          |
| 10  | 25 maart 2023    | Jorrit Croon     | Thierry Brinkman  | Joris Marseille  | Lucas van de Meerendonk |

### Seizoen 5 (2024)
| Afl | Uitzenddatum     | Team Blauw       | Team Blauw        | Team Roze           | Team Roze             |
| --- | ---------------- | ---------------- | ----------------- | ------------------- | --------------------- |
| 1   | 10 februari 2024 | Jordy Huisman    | Sander Huisman    | Floris Göbel        | Mark Baanders         |
| 2   | 17 februari 2024 | Jurre Geluk      | Nick Toet         | Hugo Kennis         | Eva Cleven            |
| 3   | 24 februari 2024 | Jasey Harders    | Ashley Guijt      | Anne-Marie Jung     | Sergio IJssel         |
| 4   | 2 maart 2024     | Mylène Waalewijn | Rosanne Waalewijn | Quinn Bezemer       | Aaron Bezemer         |
| 5   | 9 maart 2024     | Pascal Tan       | Sosha Duysker     | Thomas van Grinsven | Esmee Joanna          |
| 6   | 16 maart 2024    | Roosmarijn Wind  | Kes van den Broek | Sam Kierkels        | Suzie Kierkels        |
| 7   | 23 maart 2024    | Roy Veldhuizen   | Addy Valenkamp    | Wildebras           | Benthe-Sophie Broeren |
| 8   | 30 maart 2024    | Rachel Rosier    | Elbert Smelt      | Sam Ghilane         | Ciraj Amalal          |
| 9   | 6 april 2024     | Britt Scholte    | Lieke Augustijn   | Maxime van Heteren  | Sophie Langeveld      |
| 10  | 13 april 2024    | Benjamin Kat     | Milou Stoop       | Yibbi Jansen        | Pien Dicke            |

### Seizoen 6 (2025)
| Afl | Uitzenddatum     | Team Blauw       | Team Blauw          | Team Roze          | Team Roze        |
| --- | ---------------- | ---------------- | ------------------- | ------------------ | ---------------- |
| 1   | 8 februari 2025  | Anique Dreamon   | Jesse van Wieren    | Donnie             | Yuki Kempees     |
| 2   | 15 februari 2025 | Romy Ruitenbeek  | Dzifa Kusenuh       | Ron Boszhard       | Raïsha Zeegelaar |
| 3   | 22 februari 2025 | Quinty de Vries  | Dario de Vries      | Steven Kazàn       | Jamie Kazàn      |
| 4   | 1 maart 2025     | Thomas van Luyn  | Tatum Dagelet       | Dorian Bindels     | Niniane Everaert |
| 5   | 8 maart 2025     | Juvat Westendorp | Marije Zuurveld     | Bart Maessen       | Robin Zomer      |
| 6   | 15 maart 2025    | Vincent Visser   | Sanne Groenen       | Danique Graanoogst | Soraya Gerrits   |
| 7   | 22 maart 2025    | Gaia Aikman      | Jonathan Vroege     | Noah de Nooij      | Eliyha Altena    |
| 8   | 29 maart 2025    | Lisanne Dijkstra | Roy Helmerhorst     | Suuz van Wijk      | Jaimee Tang      |
| 9   | 5 april 2025     | Sem Ben Yakar    | Florien Ferdinandus | Noa Diorgina       | Jim van Nes      |
| 10  | 12 april 2025    | Dirk van der Pol | Jasmien Bosveld     | Jaimie Westland    | Dennis Weening   |